# Џошуа Три (Калифорнија)
Џошуа Три (енгл. Joshua Tree) насељено је место без административног статуса у америчкој савезној држави Калифорнија.

## Демографија
По попису из 2010. године број становника је 7.414, што је 3.207 (76,2%) становника више него 2000. године.
| Група             | 2000.         | 2010.         |
| Белци             | 3.368 (80,1%) | 5.481 (73,9%) |
| Афроамериканци    | 74 (1,8%)     | 234 (3,2%)    |
| Азијати           | 47 (1,1%)     | 104 (1,4%)    |
| Хиспаноамериканци | 520 (12,4%)   | 1.308 (17,6%) |
| Укупно            | 4.207         | 7.414         |